# The Biggest Fan
The Biggest Fan és una pel·lícula estatunidenca dirigida per Michael Criscione el 2002. L'argument gira entorn de Debbie, una noia de quinze anys, que coneix i s'enamora del seu ídol, el cantant Chris Trousdale del grup Dream Street.

## Argument
La banda preferida de Debbie és Dream Street, i el seu membre favorit és Chris Trousdale. Quan Chris agafa febre durant la gira de Dream Street, s'allunya i acaba al llit de Debbie, per a gran sorpresa de la seva «fan més gran», que creu que és al cel. Debbie proposa que Chris es quedi amb ella i ell accepta. Per tant, el cap de setmana el dediquen a tenir sexe junts i ella en secret l'amaga perquè pugui escapar per una estona de les pressions de ser una estrella del pop. Chris fins i tot va a la universitat amb Debbie, tot i que disfressat d'un nerd. Mentrestant, els managers de la banda s'estan tornant bojos per la pèrdua de l'estrella, pensant que ha estat segrestat. Al final de la setmana Debbie i Chris (disfressat) van al seu ball de graduació, quan dues noies descobreixen la veritable identitat de Chris i infirmen la policia sobre el parador de Chris.
Es reuneixen finalment en un concert, que acaba en un dolç petó final i l'actuació de Dream Street.

## Repartiment
- Cindy Williams: mare de Debbie
- Richard Moll: Harold Warden
- Kaila Amariah:Debbie Warden
- Adam Wylie: Garfield Warden
- Chris Trousdale: ell mateix
- Pat Morita
- Michael Winslow
- Leslie Easterbrook
- Morgan Brittany
- Erin Cahill